# سرخوردگی (ترانه)
«سرخوردگی» (انگلیسی: Disillusion) ترانه‌ای احساسی از ابرگروه موسیقی پاپ آبا است که در سال ۱۹۷۳ منتشر شد. 
این ترانه یکی از معدود ترانه‌های آباست که آهنگسازی‌اش توسط آنگنیه‌تا فلتسکوگ انجام شده  و خودش خواننده اصلی ترانه بود و نوشتن اشعار متن ترانه نیز توسط بیورن اولویوس انجام شد.